# الزاهية
الزاهية، المعروفة سابقًا باسم منطقة النادي السياحي، هي منطقة تقع في وسط أبو ظبي، الإمارات العربية المتحدة.

## تاريخ
الزاهية هي موقع ترفيهي يضم عدد من المطاعم والفنادق (بما في ذلك فندق شاطئ روتانا) وبارات ليلية. يقع بالقرب من مول أبو ظبي مول. وتربطها خمسة جسور بين منطقة جزيرة الماريه، المنطقة التجارية. أصبحت المنطقة تُعرف باسم "منطقة النادي السياحي" في السبعينيات. أكتمل مشروع البنية التحتية الرئيسي بقيمة 258 مليون درهم إماراتي من الطرق والجسور الجديدة وغيرها في عام 2019.